# Zelda Fitzgerald
Pour les articles homonymes, voir Fitzgerald.
Œuvres principales
- Accordez-moi cette valse (roman, 1932)

Zelda Sayre (24 juillet 1900 – 10 mars 1948), ou Zelda Sayre Fitzgerald, plus connue sous le nom de Zelda Fitzgerald, née à Montgomery en Alabama (États-Unis), est une romancière américaine. Elle est également connue comme l'épouse et égérie de l'écrivain Francis Scott Fitzgerald, la postérité ayant surtout conservé la mémoire de leur relation tumultueuse.
Zelda Fitzgerald fut une icône des années 1920 — surnommée la « première garçonne américaine » par son mari. Après le succès du premier roman de celui-ci, L'Envers du paradis, le couple devint célèbre. La presse américaine vit en eux l'incarnation des Années folles et de l'âge du Jazz : jeunes, riches, beaux et pleins de vie. À la recherche de sa propre identité artistique, Zelda écrivit des nouvelles et des articles de magazine avant de devenir obsédée par une carrière de ballerine, pour laquelle elle s'entraîna en vain jusqu'à l'épuisement.
La tension de son mariage tumultueux, l'alcoolisme de Scott et son instabilité croissante augurèrent de son admission en sanatorium en 1930. On lui diagnostiqua une schizophrénie. Alors en traitement dans une clinique du Maryland, elle écrit un roman semi-autobiographique Accordez-moi cette valse, publié en 1932. En 1936, Zelda fut internée dans l'hôpital psychiatrique Highland d'Asheville en Caroline du Nord. Scott meurt à Hollywood en 1940, un an et demi après sa dernière rencontre avec Zelda. Elle passe les années suivantes à l'écriture d'un second roman, qu'elle ne finira jamais, et à peindre frénétiquement. Elle meurt à l’âge de 47 ans dans l’incendie de l’hôpital psychiatrique d'Asheville qui fait huit autres victimes parmi les patients.
L'intérêt pour les Fitzgerald resurgit peu après sa mort : le couple devient le sujet privilégié d'essais, de livres populaires et de films. Après avoir été un emblème de l'âge d'or du jazz, des Années folles et de la génération perdue, et à la suite de la parution d'une célèbre biographie, écrite par Nancy Milford (en) et parue en 1970, qui la dépeint en victime d'un mari autoritaire, Zelda Fitzgerald devint une icône féministe.

## Biographie

### Famille et enfance
Née en 1900 dans une famille aisée de Montgomery en Alabama, Zelda Sayre est la plus jeune de six enfants. Sa mère, Minerva « Minnie » Machen (23 novembre 1860–13 janvier 1958), la nomma ainsi en référence à deux histoires peu connues : Zelda: A Tale of the Massachusetts Colony de Jane Howard (1866) et Zelda's Fortune de Robert Edward Francillon (1874). Dans chaque histoire, Zelda est une gitane.
Enfant peu farouche, elle est très gâtée par sa mère mais son père, Anthony Dickinson Sayre (1858–1931), membre de la Cour Suprême de justice d’Alabama et avocat reconnu, est un homme froid et peu accessible. La famille descend de pionniers de Long Island, installés en Alabama avant la Guerre de Sécession. À l'époque de sa naissance, la dynastie Sayre est une famille éminente du Sud. Son grand-oncle, John Tyler Morgan, servit durant six mandats au Sénat des États-Unis ; son grand-père paternel dirigea un journal à Montgomery ; et son grand-père maternel était Willis Benson Machen, qui fut également sénateur du Kentucky,.
Zelda est une enfant très active, qui partage son temps entre la danse, des leçons de ballet et les sorties. En 1914, elle entre à la Sidney Lanier High School où elle se montre brillante sans toutefois s'intéresser aux cours. Dès son enfance, son attitude audacieuse et son esprit se font remarquer. Elle devient rapidement l'un des centres d'attention de la ville. Elle continue de pratiquer le ballet au lycée, tout en participant à la vie sociale. Elle boit, fume et aime s'entourer de garçons.
Dans un article sur la danse à son sujet, on la décrit comme ne s'intéressant qu'à la natation et aux garçons. Elle aime attirer l'attention par tous les moyens, notamment en apprenant la danse afro-américaine qu'on nomme le Charleston, ou en arborant des maillots de bain de couleur chair pour alimenter la rumeur qu'elle nageait nue. La réputation de son père lui servait de rempart contre la mise à l'index. Alors que les femmes du Sud de l'époque se devaient d'être délicates, dociles et accommodantes, le mode de vie de Zelda provoque des remous dans sa ville de Montgomery où elle alimente les potins et les ragots, tout comme son amie d'enfance et future actrice à Hollywood, Tallulah Bankhead. Dans le trombinoscope du lycée, sa photo était accompagnée de la légende suivante :
« Pourquoi travailler toute sa vie quand on peut emprunter
Songeons à vivre aujourd'hui sans souci du lendemain »

### Rencontre avec Francis Scott Fitzgerald
Pour un article plus général, voir F. Scott Fitzgerald.

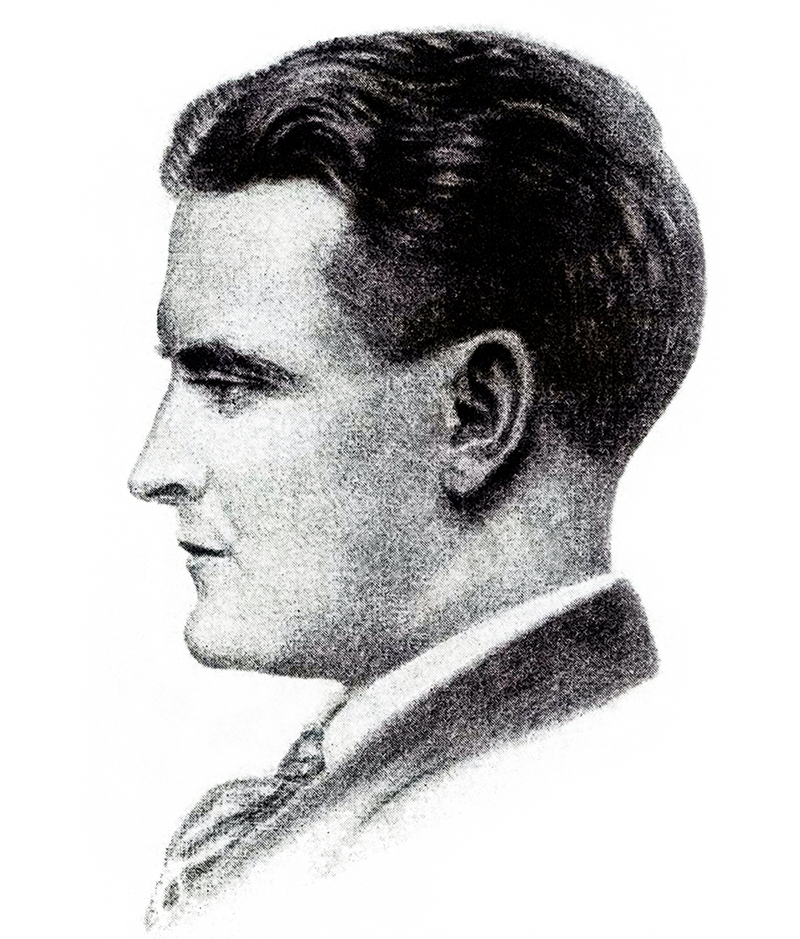
F. Scott Fitzgerald en 1921, par Gordon Bryant pour le magazine Shadowland.

Zelda rencontre Francis Scott Fitzgerald à la fin de la Première Guerre mondiale alors qu’il est en garnison près de Montgomery, ce peu après la fin du lycée, à une soirée. Une cour endiablée s'ensuivit mais, malgré la confession des sentiments de l'écrivain, elle continua de fréquenter d'autres hommes. En septembre 1919, F. Scott avait terminé son premier roman, L'Envers du Paradis (This Side of Paradise) ; le manuscrit est rapidement accepté.
Leur relation est assez mouvementée. Il soupçonne des infidélités alors qu’elle lui soutient qu’elle l’aime. Elle lui envie ses qualités d’écrivain et le considère faible et indécis.

### Mariage et notoriété

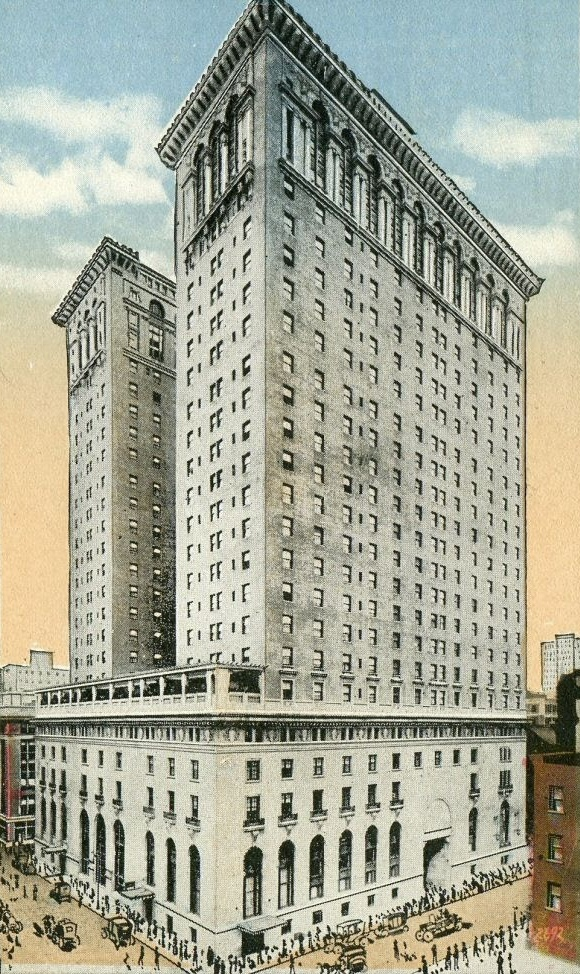
Durant leur lune de miel, le couple fut renvoyé du New York Biltmore Hotel pour ivresse.

Ils se marient en 1920, et ces rivalités s’enveniment durant leur mariage qui est marqué par l’alcoolisme croissant de Scott (sa femme et lui-même s’adonnent à la boisson durant les années 1920) et la dégradation de la santé mentale de Zelda.
Le couple s’installe d’abord à New York, où il rencontre les plus grands hommes de lettres américains. Par la suite, Scott ayant acquis une renommée considérable en tant qu’écrivain, le couple effectue de nombreux voyages notamment en Europe. Durant cette période, Zelda et Scott incarnent l’esprit des années 1920. Ils apparaissent régulièrement dans la presse et sont célébrés au même titre que les têtes d’affiche des plus grands films de l’époque.

### Alcoolisme et départ pour l'Europe
Mais les fêtes sans fin et les quantités incroyables d’alcool qu’ils consomment commencent à dégrader la santé du couple et leur relation. Ils dépensent presque tout l’argent que Scott gagne, soit 30 000 $ par an, ce qui représente une somme considérable pour l’époque. Vers 1925, l’alcoolisme de Scott est connu de tous (il a même son contrebandier attitré). Quand il n'écrit pas, il passe son temps à boire jusqu’à l’évanouissement et rentre chez lui en taxi.
Ils partent ensuite pour l'Europe, en expatriés de la Génération perdue. Scott reçoit des louanges pour ses nouvelles et pour son grand roman Gatsby le Magnifique. Tout en fréquentant les grands noms littéraires de l'époque, notamment Ernest Hemingway, le couple est tiraillé par la jalousie, le ressentiment et l'acrimonie. Scott se sert de leur relation pour nourrir son travail et vole même des bribes du journal intime de Zelda pour nourrir ses héroïnes de fiction.
À Paris, Scott Fitzgerald, maintenant écrivain entièrement reconnu, rencontre Ernest Hemingway qui est au début de sa carrière. Scott aide Ernest à promouvoir ses écrits. Ils deviennent très bons amis (bien que cela ne dure pas). Dans sa biographie, Nancy Milford (en) explique que Zelda n’aime pas Ernest Hemingway dès le début. Zelda le décrit ouvertement comme « un faux jeton » et « faux comme Judas » et considère son caractère macho et dominateur comme une simple façade.

### Jalousies et ruptures
Le ressentiment de Zelda pour Hemingway est peut-être dû en grande partie à la jalousie. Rétrospectivement, l’estime de Zelda pour Hemingway a été reconnue d’une certaine manière, étant donné ce qui a été écrit ces dernières années concernant l’aspect fétichiste de l’écriture d’Hemingway et son obsession pour le rôle des genres. Une des ruptures les plus sérieuses entre Scott et Zelda a lieu quand cette dernière se convainc, sans aucune preuve tangible, qu’Hemingway est « une folle » et que Scott et lui ont une relation homosexuelle.
La naissance de leur unique enfant, Frances « Scottie » Fitzgerald, en 1921 n’a pas de conséquence apaisante sur leur vie et bien que Zelda adore l’enfant et lui écrive fréquemment, Scottie est quasiment élevée par des nurses et reste souvent éloignée de ses parents.

### Dégradation physique et mentale
En 1924, durant leur premier voyage en France, où ils louent la Villa Marie dans le quartier de Valescure à Saint-Raphaël, Zelda a une courte aventure avec un jeune pilote de l'aéronavale basé à Fréjus, Édouard Jozan. Aventure qui constituera le climax fictionnel du roman de Scott Gatsby le Magnifique, où Scott se retrouve sous les traits de Tom, Zelda représentée en Daisy et Edouard Jozan sous ceux de Gatsby. La confrontation réelle n'aura jamais lieu mais cela incite Scott à enfermer Zelda dans la maison pour l’empêcher de le voir à nouveau ; par la suite, ils embellissent l’histoire en déclarant que Jozan s’est suicidé. Il est possible que Zelda commence à sombrer dans la schizophrénie à ce moment-là. Elle écrit un certain nombre de nouvelles en 1925, mais beaucoup d’entre elles sont publiées sous le nom de Scott, ce qui est un autre facteur possible de mécontentement ; trois autres histoires, écrites juste avant sa première dépression, sont perdues. Scott s’inspira fortement de la personnalité intense de sa femme dans ses récits, citant fréquemment des passages de son journal. Elle ne fait aucune remarque à ce sujet, mis à part une remarque lapidaire dans une revue : « Il semble que j’ai reconnu sur une page un extrait d’un vieux journal intime qui a mystérieusement disparu peu de temps après mon mariage, ainsi que des fragments de lettres qui bien que considérablement modifiées m’apparaissent vaguement familières. En fait, M. Fitzgerald (je crois que c’est ainsi qu’il écrit son nom) semble penser que le plagiat commence à la maison. »
Alors qu’elle se trouve à Paris, à 27 ans, Zelda développe un intérêt obsessionnel pour la danse classique, qu’elle a étudiée durant sa jeunesse. Enfant, on lui reconnaît ses talents de danseuse et bien que les opinions de ses amis divergent à ce sujet, ses talents ne sont pas à remettre en doute. Scott s’oppose totalement au désir de sa femme de devenir danseuse professionnelle, considérant cela comme une perte de temps.
À Paris, le couple vit au no 58 rue de Vaugirard entre avril et octobre 1928. Entre 1928 et 1929, ils sont entre Nice et Paris. Ils s'installent ensuite au 10 rue Pergolèse entre 1929 et 1931.
Ironiquement, les raisons de leur conflit s’enracinent dans l’ennui et le sentiment d’isolement qu’elle ressent quand Scott écrit ; elle l’interrompt d'ailleurs souvent pendant son travail. Réciproquement, Scott est de plus en plus déterminé à garder Zelda à la maison, vraisemblablement parce qu’il craint qu’elle ait une autre aventure. De toute évidence, Zelda a le désir profond de développer un talent bien à elle, peut-être en réaction à la célébrité et au succès de Scott. Malheureusement, elle reprend ses études trop tard pour devenir une danseuse vraiment exceptionnelle bien qu’elle s’entraîne à l’excès tous les jours. Cela a pu contribuer à son épuisement physique et mental.

### Internements psychiatriques
Sa dépression s’accompagne de troubles obsessionnels compulsifs. En 1930, elle est admise dans un hôpital français où, après quelques mois d’observation, de traitement et de consultation avec un des meilleurs psychiatres d’Europe, elle est diagnostiquée schizophrène. Cependant, son dernier psychanalyste, le Docteur Irving Pine, a estimé (trop tard) qu'elle souffrait en fait d'un trouble bipolaire, qui ne fut jamais soigné convenablement. Il émit l'hypothèse après sa mort, que le harcèlement moral que lui infligeait son mari ainsi que les traitements psychiatriques eux-mêmes seraient à l'origine de ses nombreuses dépressions et crises de nerf. Ses troubles de santé mentale auraient donc été exacerbés par des éléments exogènes.

### Écriture deSave Me the Waltz
En 1932, alors en traitement à la Phipps Clinic de l'hôpital Johns Hopkins près de Baltimore, Zelda connaît une phase créative. Durant les six premières semaines, elle écrit un roman entier et l'envoie à l'éditeur de Scott, Maxwell Perkins,.
Scott est furieux de voir ainsi des éléments de sa propre existence repris dans le livre de son épouse, alors qu'il a procédé de même, spécialement dans Tendre est la nuit, publié en 1934, où le personnage de Nicole Diver est la transposition exacte de Zelda. Ces deux romans fournissent les descriptions contrastées de l'échec de leur mariage.
De retour en Amérique, Scott s'installe à Hollywood où il tente une carrière de scénariste et commence une liaison avec l'éditorialiste Sheilah Graham (en).
Lorsque Scott lit le livre, une semaine après l'envoi à Perkins, ce récit semi-autobiographique de leur mariage le met en furie. Il avait en effet l’habitude de toujours veiller sur les travaux de Zelda. Dans une lettre au Dr. Squires (le médecin de celle-ci), Scott exprime sa contrariété par rapport aux travaux de sa femme. Il n'apprécie pas non plus la description que Zelda fait de lui dans le roman : alors que l’écrivaine se dépeint telle une héroïne, lui n’est qu’un personnage secondaire. Dans ses lettres, Zelda exprime sa tristesse et son découragement face à la réaction de son époux. Elle ne comprend pas pourquoi Scott lui refuse le droit de s’inspirer de leur vie commune pour ses écrits, quand il use lui-même abondamment de cette matière pour ses propres romans et nouvelles. De son côté, Scott reproche à Zelda d'utiliser des souvenirs sur lesquels il travaille déjà depuis des années pour l'écriture de Tendre est la nuit, qui ne sera publié qu'en 1934.
Scott force Zelda à récrire son roman, afin d'enlever les passages qu'il évoque lui-même dans son livre. Elle accepte. Bien que la Grande Dépression ait frappé l'Amérique, les éditions Scribner acceptent de publier le roman, imprimé à 3010 exemplaires, dans les librairies le 7 octobre 1932.

### Fin de vie
Zelda Fitzgerald traverse différents stades de fragilité mentale au cours des dix-huit dernières années de sa vie. Malgré cela, durant les quelques périodes de lucidité de cette époque, elle produit certaines de ses meilleures œuvres, ce qui inclut son unique roman, Save Me the Waltz et de nombreux tableaux abstraits. Elle meurt en 1948, âgée seulement de 47 ans, dans l’incendie de l’hôpital psychiatrique Highland d’Asheville (Caroline du Nord) où elle était internée depuis 1936. Elle laisse derrière elle quelques morceaux d’œuvres non publiés, ses dernières lettres pour Scott avant qu’il meure, les derniers vestiges de sa vie.

## Œuvres

### Roman
- 1932 : Accordez-moi cette valse (Save Me the Waltz), roman autobiographique

### Nouvelles
- 1973 : Éclats du Paradis ou Fragments du Paradis (Bits of Paradise), recueil de nouvelles initialement parues dans des revues :
  - 1925 : Notre Reine de Cinéma (Our Own Movie Queen)
  - 1929 : Perdue dans la vie (The Original Follies Girl)
  - 1929 : Fille du Sud (Southern Girl)
  - 1930 : Celle qui plaisait au prince (The Girl the Prince Liked)
  - 1930 : Celle qui avait du Talent (The Girl with Talent)
  - 1930 : L'Amie du Millionnaire (A Millionaire’s Girl)
  - 1931 : Fin de Race (Poor Working Girl)
  - 1931 : Miss Ella
  - 1932 : Deux Américains à Paris (The Continental Angle)
  - 1932 : Un couple de dingues (A Couple of Nuts)

## Postérité
En 1977 Yves Simon fait référence explicitement à Zelda et Scott Fitzgerald dans sa chanson Zelda sur l'album Un autre désir (RCA).
En 2004, Broadway sort une comédie musicale sur la vie de Zelda et Scott Fitzgerald. Elle est intitulée : Beautiful and Damned (en). La comédie musicale s'inspire de la biographie que l'auteure Nancy Milford lui a consacrée. Elle est respectivement interprétée par les actrices Helen Anker et Susannah Fellows. Une des chansons reprend le titre du premier roman écrit par Zelda, Accordez-moi cette valse !
En 2007, le prix Goncourt Alabama Song de Gilles Leroy lui consacre une autobiographie fictive.
Les époux Fitzgerald apparaissent également dans le film de Woody Allen Minuit à Paris (Midnight in Paris), présenté au festival de Cannes 2011. Zelda y est interprétée par Alison Pill et Scott est lui incarné par Tom Hiddleston.
Zelda est interprétée par Christina Ricci dans la série Z : Là où tout commence (Z: The Beginning of Everything), centrée sur sa jeunesse à Montgomery, sa rencontre avec F. Scott Fitzgerald puis les premières années de leur mariage. La série est une adaptation du roman de Therese Fowler Z le roman de Zelda. Elle est annulée au bout d'une saison.
Shigeru Miyamoto a nommé le personnage de la Princesse Zelda en son honneur.
En 2013, Zelda est interprétée par l'actrice française Sara Giraudeau dans la pièce biographique Zelda & Scott, écrite et mise en scène par Renaud Meyer au Théâtre La Bruyère à Paris, avec Julien Boisselier dans le rôle de Francis Scott Fitzgerald et Jean-Paul Bordes dans celui d'Ernest Hemingway.
En 2016 c'est l'actrice britannique Vanessa Kirby qui l'incarne dans le film Genius, qui raconte la relation entre l'auteur Thomas Wolfe et son éditeur Max Perkins, également éditeur de Scott Fitzgerald.
En 2017, le groupe Brigitte lui rend hommage sur l'album Nues avec le titre Zelda.
En référence explicite à Zelda Sayre, Zelda est, avec Louis Nicolas, l'un des deux personnages principaux des romans policiers de Bertrand Boileau : Le mystère du magot, publié aux éditions Fasciné, Le cimetière des veaux sous la mère, aux éditions Vents Salés, et Ce mal étrange et pénétrant, aux éditions Anfortas.[réf. nécessaire]
En 2018 sort le film Cold War ; la romance qu'évoque le film ainsi que son couple d'acteurs sont comparés par un critique du Masque et la Plume au couple que Zelda et F. Scott Fitzgerald incarnait dans la vie.